# Moranhalli, Koppal
Moranhalli là một làng thuộc tehsil Koppal, huyện Koppal, bang Karnataka, Ấn Độ.